# H.A.C. Cemetery
H.A.C. Cemetery is een Britse militaire begraafplaats met gesneuvelden uit de Eerste Wereldoorlog. Ze ligt in de Franse gemeente Écoust-Saint-Mein (departement Pas-de-Calais) aan de weg naar Bapaume op ruim 1 km ten zuiden van het centrum van de gemeente (Église Saint-Mein). De begraafplaats werd ontworpen door Edwin Lutyens en werd genoemd naar de eenheid (Honourable Artillery Company) waarbij de eerste slachtoffers die hier begraven werden behoorden. 
Het terrein heeft een min of meer rechthoekig grondplan met aan de noordelijke zijde een driehoekige uitbouw en heeft een totale oppervlakte van 5.801 m². Ze wordt omsloten door een bakstenen muur.  
Omdat het terrein hoger ligt dan het straatniveau leidt een lange helling met negen grote terrasvormige treden naar de open toegang. De Stone of Remembrance en het Cross of Sacrifice staan aan de oostelijke muur (straatzijde) op dezelfde hoogte als de toegang.
Tegen de westelijke muur staat een bakstenen schuilgebouw onder een schilddak en heeft drie rondboog-doorgangen gescheiden door twee zuilen. De begraafplaats wordt onderhouden door de Commonwealth War Graves Commission.
Er liggen 1.917 slachtoffers begraven waaronder 1.091 niet geïdentificeerde.
Op het grondgebied van de gemeente liggen ook L'Homme Mort British Cemetery, Ecoust Military Cemetery en Ecoust-St. Mein British Cemetery.

## Geschiedenis
Op 2 april 1917 werden de vijandelijke stellingen vanaf Doignies tot Hénin-sur-Cojeul, inclusief het dorp Écoust, veroverd door de manschappen van de 4th Australian en de 7th Division.
De begraafplaats werd na de strijd door de 7th Division aangelegd, toen 27 manschappen van de 2nd HAC , die (met uitzondering van één) op 31 maart of 1 april sneuvelden, werden begraven in wat nu Plot I, rij A is. Na de Duitse tegenaanval bij Lagnicourt op 15 april werden twaalf Australische kanonniers in dezelfde rij begraven. Rijen B, C en een deel van D werden in augustus en september 1918 bijgemaakt, toen het terrein na vijf maanden vijandelijke bezetting heroverd was door de 3th Division. Dit perk met de 120 graven was de oorspronkelijke begraafplaats. Na de wapenstilstand werden nog graven toegevoegd die afkomstig waren uit de slagvelden rond Bullecourt en Écoust en uit volgende kleinere begraafplaatsen:
Barastre Communal Cemetery German Extension (44 doden), Bullecourt Churchyard en Bullecourt German Cemetery (32 doden), Gagnicourt Communal Cemetery German Extension (18 doden), Croisilles German Cemeteries (11 doden), Epinoy Churchyard (4 doden), Imperial Cemetery (21 doden), Inchy-En-Artois Churchyard (1 dode), Lecluse Churchyard (1 dode), L’homme Mort Cemetery No.2 (19 doden), Marquion German Cemetery (17 doden), Mory-Ecoust Road Cemeteries No.1 and No.2 (64 doden), Queant German Cemetery (22 doden) en Villers-les-Cagnicourt Communal Cemetery (2 doden).
Onder de geïdentificeerde doden zijn er 740 Britten, 65 Australiërs, 17 Canadezen en 4 Nieuw-Zeelanders. Voor 17 Britse en 14 Australische slachtoffers werden Special Memorials opgericht omdat hun graven niet meer gelokaliseerd konden worden en men neemt aan dat ze onder naamloze grafzerken liggen. Vierendertig Britten die oorspronkelijk in andere begraafplaatsen waren begraven maar wier graven door artillerievuur werden vernietigd, worden herdacht met een Duhallow Block.

## Graven

### Onderscheiden militairen
- kapitein H.K. Harris (Essex Regiment), kapitein Alfred Parkinson (Manchester Regiment) en onderluitenant Douglas Gordon Kemp (Royal Engineers) werden onderscheiden met het Military Cross (MC).
- sergeant L.L. Delmas (The King's (Liverpool Regiment)) werd tweemaal onderscheiden met de Military Medal (MM and Bar).
- nog zeventien militairen werden onderscheiden met de Military Medal (MM).

### Minderjarige  militairen
- de soldaten Cecil Frank Ritchey was 16 jaar en R.G.H. Campling was 17 jaar toen zij op 31 augustus 1918 sneuvelden. Zij dienden bij de Royal Fusiliers.

### Aliassen
Er liggen vier militairen die onder een alias dienden:
- kapitein Auberon Thomas Herbert als 8th Baron Lucas bij het Royal Flying Corps.
- soldaat Bertram Andrew Aitken als Bertram Andrew Anderson bij de Australian Infantry A.I.F..
- kanonnier Frank William Hetherington als Frank Williams bij de Australian Field Artillery.
- soldaat Daniel Robert Dowde als H.F. Lovell bij de Australian Infantry A.I.F..

### Gefusilleerde militair
- schutter John Woodhouse (King's Royal Rifle Corps) werd wegens desertie op 4 oktober 1917 gefusilleerd. Hij was 30 jaar.[3]